# Абботтабад
Абботтаба́д, также Абботаба́д (урду ایبٹ آباد‎) — город в пакистанской провинции Хайбер-Пахтунхва, центр одноимённого округа.

## История

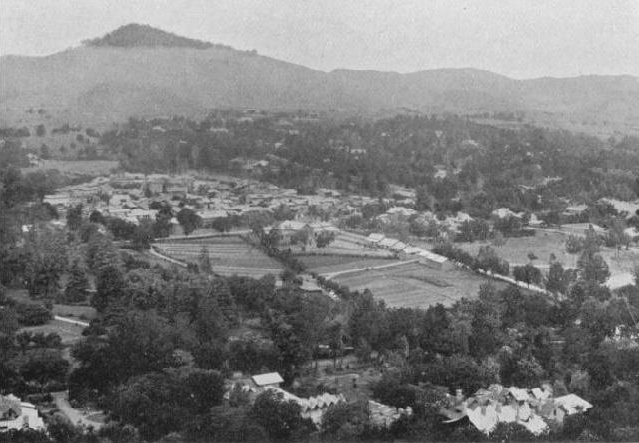
Абботтабад в 1907 году

Абботтабад был центром округа Хазара в Британской Индии. Город назван в честь британского офицера Джеймса Аббота, который основал Абботтабад в январе 1853 года. Джеймс Аббот занимал должность первого заместителя комиссара округа Хазара с 1849 по апрель 1853 года. Офицер Аббот написал стихотворение под названием «Абботтабад», незадолго до своего отъезда обратно в Великобританию, в стихотворении он писал о любви к городу и о своей печали в связи с необходимостью оставить его. В те времена в Абботтабаде располагались крупные армейские подразделения британцев. Военный гарнизон состоял из четырёх батальонов местной пехоты (гуркхов и пограничных войск) и из четырёх горных батарей.
В 1901 году население города состояло из 7764 человек и их доходы составляли в среднем около 14900 рупий. Эта цифра возросла до 22300 рупий в 1903 году, главным образом, благодаря октруа. В это время в городе были построены государственные учреждения такие как школы, больницы и правительственные здания. В 1911 году население возросло до 11506 человек, и в городе также оставалось четыре батальона гуркхов.
В июне 1948 года Британский Красный Крест открыл больницу в Абботтабаде. В этот город привозили раненых с войны в Кашмире.
8 октября 2005 года Абботтабад сильно пострадал в результате землетрясения в Кашмире, большинство населения города осталось в живых. Многие старые здания были разрушены или повреждены.
2 мая 2011 года президент США Барак Обама объявил, что лидер аль-Каиды Усама бен Ладен был убит в результате военной операции американского спецназа в Абботтабаде.

## Географическое положение
Город расположен в долине Ораш, в 50 км к северо-востоку от Исламабада и 150 км к востоку от Пешавара на высоте 1260 м над уровнем моря. Город является главным центром туризма по провинциям Хайбер-Пахтунхва, Гилгит-Балтистан и Азад Кашмир. Дамба Тарбела находится к западу от Абботтабада.

## Демография
| 1961   | 1972   | 1981   | 1998    | 2012    |
| ------ | ------ | ------ | ------- | ------- |
| 31 036 | 29 917 | 65 996 | 105 999 | 140 569 |

## Климат
В Абботтабаде климат относительно мягкий в течение весны и осени, влажный в июне и июле, зимой температура падает ниже нуля. В январе выпадает снег, в то время как большинство осадков выпадает во время сезона муссонов с мая по август, что иногда приводит к наводнениям.
| Абботтабад: средние метеорологические показатели |     |     |     |     |     |     |     |     |     |     |     |     |        |
| Месяц                                            | Янв | Фев | Мар | Апр | Май | Июн | Июл | Авг | Сен | Окт | Ноя | Дек | За год |
| Средн. макс. °C                                  | 12  | 14  | 18  | 23  | 28  | 33  | 30  | 28  | 28  | 25  | 20  | 15  | 22     |
| Средн. мин. °C                                   | 2   | 4   | 8   | 12  | 16  | 20  | 20  | 19  | 17  | 13  | 8   | 4   | 11     |
| Осадки мм                                        | 0   | 0   | 0   | 0   | 0   | 0   | 0   | 0   | 0   | 0   | 0   | 0   | 0      |
| Источник: Weatherbase 2011-05-02                 |     |     |     |     |     |     |     |     |     |     |     |     |        |